# Buenas noticias (película)
Buenas noticias es una película española de comedia estrenada en 1954, dirigida por Eduardo Manzanos Brochero y protagonizada en los papeles principales por María Luz Galicia y José Luis Ozores.
Dicha película se dio por perdida hasta que los organizadores de un ciclo de cine español en Francia se interesaron por ella y la descubrieron en México, país al que viajó el original después de la filmación.

## Sinopsis
Peliche, un ingenuo cartero, está triste y deprimido porque apenas tiene cartas que repartir. Los vecinos a los que les lleva la correspondencia deciden poner en marcha un plan para que Beliche pueda entregar muchas más cartas a los ciudadanos del pueblo.

## Reparto
- José Luis Ozores como Peliche
- María Luz Galicia como	Sofía
- Juan Calvo como Alcalde
- Manuel Arbó como	Don Fausto
- Teófilo Palou como	Don Gregorio
- Miguel Pastor
- Xan das Bolas como Alguacil
- Faustino Bretaño como	Zacarias